# Velampalayam
Velampalayam é uma panchayat (vila) no distrito de Coimbatore, no estado indiano de Tamil Nadu.

## Demografia
Segundo o censo de 2001, Velampalayam tinha uma população de 45,562 habitantes. Os indivíduos do sexo masculino constituem 52% da população e os do sexo feminino 48%. Velampalayam tem uma taxa de literacia de 73%, superior à média nacional de 59.5%: a literacia no sexo masculino é de 80% e no sexo feminino é de 67%. Em Velampalayam, 11% da população está abaixo dos 6 anos de idade.